# Вирус Хендра
Вирус Хендра (англ. Hendra henipavirus) — переносимый летучими мышами вирус, который вызывает смертельную инфекцию у лошадей и людей. Многочисленные вспышки болезней среди лошадей в Австралии были вызваны этим вирусом. Вирус принадлежит к роду Henipavirus, в который также включают вирус Нипах, вызывающий вспышки другого заболевания.

## Патология
У летучих мышей, экспериментально инфицированных вирусом Хендра, развивается виремия, и вирус выделяется с мочой, фекалиями и слюной примерно в течение одной недели, нет никаких других признаков болезни. Симптомы заражения людей вирусом Хендра могут быть респираторными, включая кровотечение и отёк лёгких, или, в некоторых случаях, вирусный менингит. У лошадей инфекция обычно вызывает отёк лёгких, гиперемию и неврологические симптомы.
EFNB2 был идентифицирован как главный рецептор генипавирусов.

## Передача инфекции
Вирус распространён среди летучих мышей Австралии. Лошади заражаются вирусом Хендра в результате взаимодействия с мочой, фекалиями и т. д. заражённых летучих мышей, от лошадей заражаются вирусом и люди.

## История
Вирус Хендра был обнаружен в сентябре 1994 года, тогда он стал причиной гибели тринадцати лошадей и тренера в тренировочном комплексе на проспекте Уильямс 10, Хендра, пригород Брисбена в Квинсленде, Австралия.
Вторая вспышка произошла в августе 1994 года (в хронологическом порядке предшествует первой вспышке) в Маккае, в 1000 км к северу от Брисбена, в результате чего погибли две лошади и их владелец. Владелец оказал помощь во вскрытии трупов лошадей и в течение трёх недель был доставлен в больницу с менингитом. Он выздоровел, но 14 месяцев спустя у него развились неврологические симптомы, и он умер. Эта вспышка была диагностирована ретроспективно по наличию вируса Хендра в мозгу пациента.

### Вспышки в Австралии
По состоянию на июнь 2014 года в Австралии произошло 50 вспышек вируса Хендра, все из которых были связаны с заражением лошадей. В результате этих событий восемьдесят три лошади умерли или были усыплены.
Летальность среди людей составляет 60 %, а среди лошадей — 75 %.
На сегодняшний день случаев передачи вируса Хендра от человека человеку не зарегистрировано. В июле 2011 года у собаки впервые были обнаружены антитела против вируса. Когда животное вступило в контакт с вирусом и проявляло ли оно признаки болезни в прошлом, остаётся неясным.

## Диагностирование
Вирусную инфекцию Хендра можно диагностировать с помощью целого ряда различных лабораторных тестов, таких как:
- нейтрализация сыворотки;
- иммуносорбентный анализ с применением фиксированных ферментов;
- полимеразная цепная реакция (ПЦР);
- иммунофлюоресцентный анализ;
- выделение вируса в клеточных культурах.

## Лечение
В настоящее время для лечения вирусной инфекции Хендра не имеется ни лекарств, ни вакцин. Основным подходом к ведению пациентов с инфекцией является интенсивная поддерживающая терапия с лечением симптомов.
В октябре 2011 года Национальный институт аллергии и инфекционных заболеваний (NIAID) сообщил о первых успешных методах лечения специфическим моноклональным антителом m102.4.